# Kofferradio
Kofferradio är det tionde musikalbumet av den tyska popduon De Plattfööt.

## Låtlista
1. Ick bruck’ di för mi
2. Mien Herzing
3. Kofferradio
4. Hiddensee
5. Bi uns in Meck-Pomm
6. De Wädermann
7. Irish Coffee
8. Freitag
9. Rollo, de Rock’n Roller
10. Wann ward dat Wäder wedder bäder
11. La-La Livemusik
12. Glücklich sien
13. Geburtstagssong